# Sportssko
Sportssko eller sneakers (også kaldet trainers, atletiksko, tennissko, basketballstøvler, løbesko og fodboldstøvler) er sko, der primært er designet til sport eller anden motion, men de benyttes i dag også til casual-påklædning.
Ni ud af ti sportssko produceres i Asien.